# Iglesia de San Jerónimo (Ayapel)
La Iglesia de San Jerónimo se sitúa en Ayapel, municipio colombiano del departamento de Córdoba. Construida de 1835 a 1935, lleva el nombre del patrón de la villa.
Las fiestas celebradas son las de San Jerónimo y en Semana Santa, siendo el centro religioso y turístico de la zona.
Fue declarada parte del Concejo Monumento Municipal y Patrimonio Cultural, Religioso, Histórico y Arquitectónico.

## Arquitectura
Estilo neogótico, de autor desconocido, ha sido reformada varias veces.
Tiene planta rectangular de tres naves, con cono en la fachada y presbiterio atrás. La decoración se localiza en la fachada, y en la nave central con la bóveda ojival. Las laterales no tienen bóveda.